# 蘇澳砲台山及金刀比羅社遺蹟
蘇澳砲台山及金刀比羅社遺蹟位於宜蘭縣蘇澳鎮，2010年10月26日以「具歷史、文化、藝術價值」、「重要歷史事件或人物之關係」之由公告為縣定古蹟。

## 歷史背景
1884年清法戰爭時，法軍攻打蘇澳，陳輝煌奉命鎮守蘇澳，因而利用砲台山山勢防禦，並於1889年興建砲台兩座及營房。
1927年日本人從金刀比羅神社之總本宮—讚岐金刀比羅宮分靈，於砲台山興建「金刀比羅社」、警察遭難碑及涼亭一座，供奉海上交通之守護神。因此，砲台山在當時也有金刀比羅山之稱。

## 近況

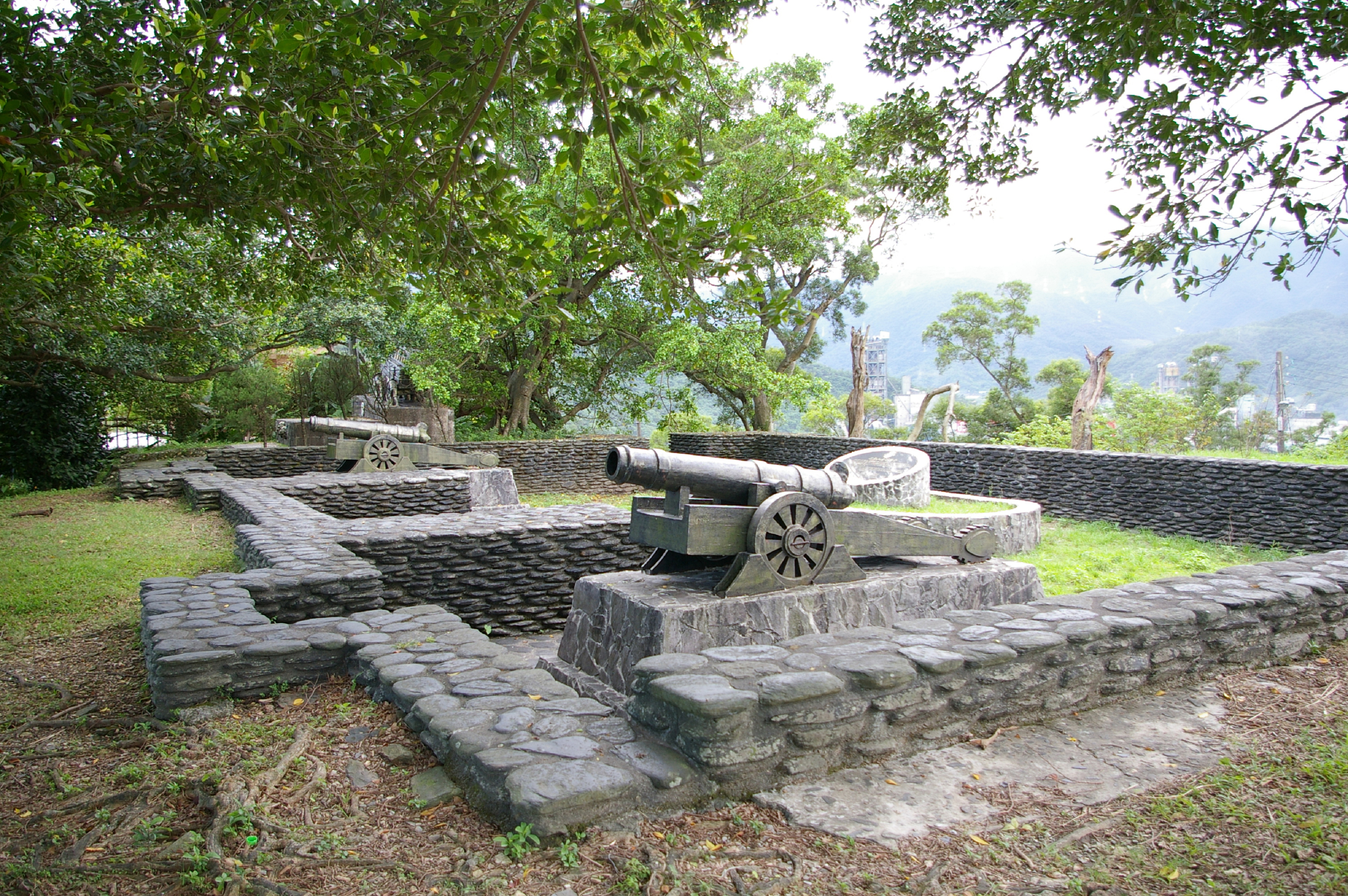
砲台山

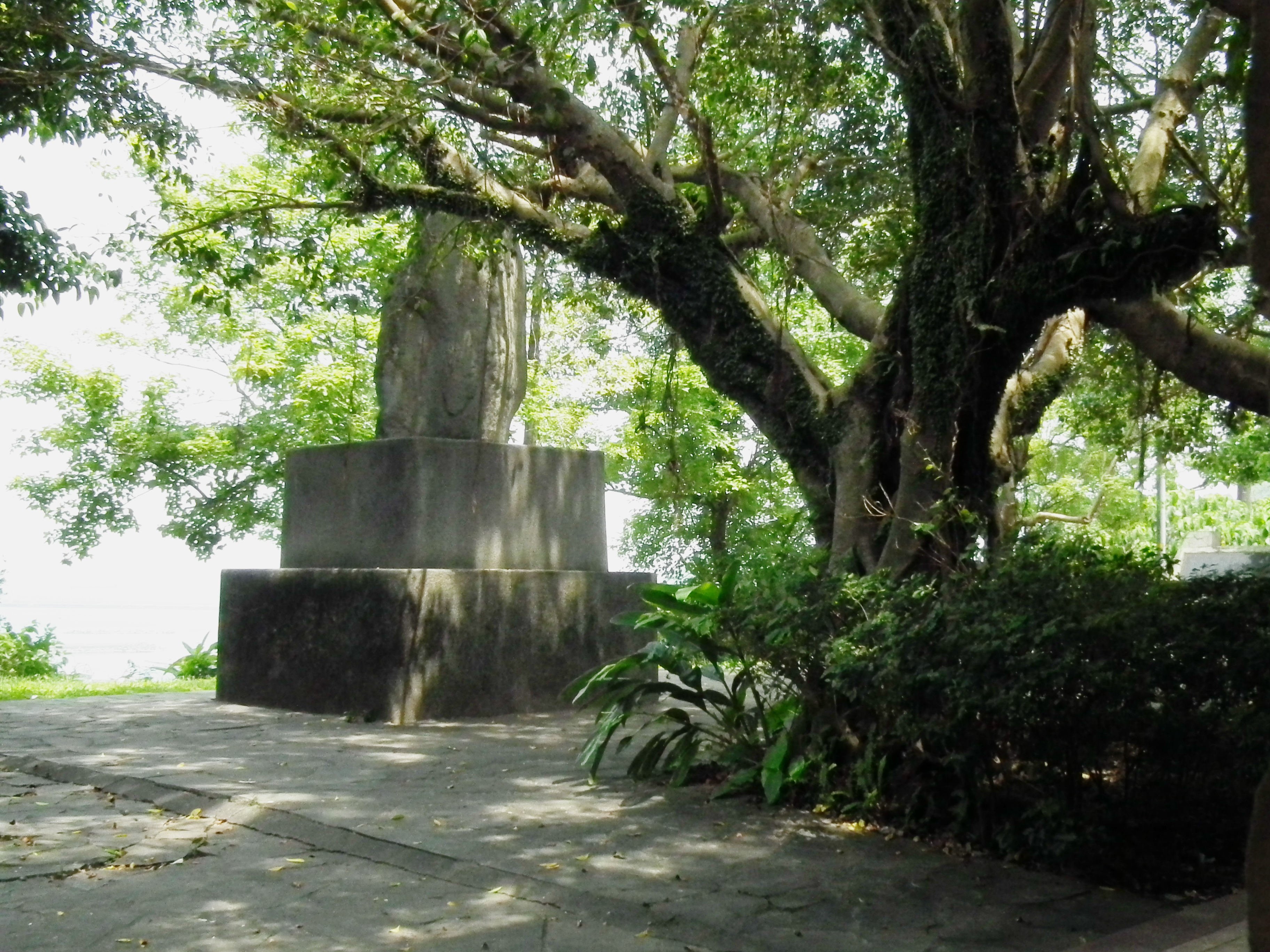
警察遭難碑

清領時期砲台於1992年蘇澳鎮公所執行「砲台山風景區開發事業計畫」，將北側砲台重新施作，不復原貌；南側砲台已用水泥覆蓋，並將周圍植栽移走，改建成二樓建築之廁所兼瞭望台。兩門古砲存放於蘇澳鎮公所。
金刀比羅社主體建築已不存在，尚存社名石柱、石桌、石椅、石燈籠及神社基座遺址等，其正殿遺址並設置蘇澳國際獅子會於1991年12月為慶祝成立21週年之雕塑一座，第一層平台以下之石梯亦於開設蘇花公路時被拆除，惟其空間格局仍大致完整。
警察遭難碑碑上篆刻之「警察遭難碑」碑文已被磨除，碑體及基座保存尚稱良好。

## 指定理由
1. 目前留存之神社或砲台遺構，見證蘇澳砲台山在地方歷史發展過程中擔負著重要角色，雖神社主體建築不復存在，且砲台僅存1處砲座遺構，然其參拜路徑及具制高優勢之格局皆仍可考，因此具有保存價值。
2. 歷史遺蹟及所處之環境脈絡清晰，且經由不同時代之歷史疊層，可閱讀自清領、日治、及二戰後地貌之演變。現場遺留之碑碣與石燈等附屬設施，仍具有不宜移動之重要性。
3. 砲台遺構為清光緒年間，蘇澳民眾抵抗法軍攻台的最佳歷史見證，具備重要歷史事件或人物之關係。

## 建築特色
砲台之砲座基座為圓形、混凝土築成，圍牆牆基由頁岩砌成之後再以混凝土包覆強化之。
金刀比羅神社主殿及拜殿以舊照片推估應為木構建築。
警察遭難碑體石材為白米溪大理石，立於雙層疊立之洗石子基座上。

## 引用資料
1. ↑  . 文化部文化資產局. （原始内容存档于2019-01-22）.